# Парова машина Дені Папена

Парова машина Дені Папена: а) пороховий двигун; б) паровий двигун: 1 — циліндр, 2 — поршень, 3 — блоки, 4 — трос, 5 — вантаж

Парова машина Дені Папена — парова машина французького винахідника Дені Папена, побудована у 1698 році.

## Конструкція і принцип дії
Машина (рис.) спершу (верхній рисунок, варіант 1674 р.) включала циліндр 1, в якому догори та донизу вільно переміщувався поршень 2. Він був зв'язаний перекинутим через блоки 3 тросом 4 з вантажем 5, що слідом за поршнем опускався та піднімався. На думку Папена, поршень можна було зв'язати з якою-небудь машиною, наприклад, водяним насосом, що став би качати воду. У перших експериментах у нижню відкидну частину циліндра насипали порох, який потім підпалювали. Утворені гази розширялися і штовхали поршень догори. Після досягнення поршнем верхнього положення, циліндр із зовнішнього боку обливали холодною водою. Гази в циліндрі охолоджувались, тиск їх на поршень зменшувався. Поршень під дією власної ваги та зовнішнього атмосферного тиску опускався донизу, піднімаючи при цьому вантаж.
У вдосконаленому двигуні (нижній рисунок) Папен, замість пороху, використовував воду. Воду наливали під поршень та циліндр знизу розігрівали. Пара, що утворювалася при цьому, піднімала поршень. Потім циліндр охолоджували водою з зовнішньої сторони і пара, що знаходилась у ньому, конденсувалася, перетворюючись знову у воду. Поршень, як і у випадку з пороховим двигуном, під дією власної ваги та атмосферного тиску опускався донизу. Цей двигун працював краще, ніж пороховий. Однак для практичного використання він був також малопридатним.